# 悲恋の若武者
「悲恋の若武者」は、1962年2月5日にビクターより発売された橋幸夫の18枚目のシングルである（VS-642）。後、橋の主演で同名の映画が制作され、その主題歌となっている。

## 概要
- 作詞佐伯孝夫、作曲吉田正で、橋の両恩師による楽曲である。本曲は橋の股旅物とは違う「歴史もの」の時代歌謡に属する作品で、前年8枚目のシングル「南海の美少年（c/w 花の白虎隊）」の系統に属する。
- 「南海の美少年」が、江戸時代初期、日本史上最大規模の一揆で著名な島原の乱を題材にしたが、本作は、近代に入ってからの最大規模の内線となった西南戦争を対象としている。
- ジャーナリスト出身の佐伯は古文・古典についても素養が深く、時代劇や歴史物の作詞も得意としていた[1]。
- 「花の白虎隊」では詩吟の「白虎隊」を取り入れたが、本曲では民謡「田原坂」を織り込んでいる。
- 2番の歌詞に「退くに退かれぬ田原の嶮」3番では「田原悲しや」と歌詞の本文に「田原」を使い、民謡「田原坂」から「馬上豊かに美少年」の一文を取込むことにより、タイトルに「美少年」という語句は使用しないものの、橋幸夫版「田原坂の美少年」となっている。この意味では、本作も、橋の美少年シリーズに位置づけられる。
- 振付は花柳啓之で、花柳は当時舞台公演の構成や振付を幅広く手がけ、橋ともデビュー以来、楽曲、舞台の振付で関係が深い[2]。
- c/wは「いで湯恋しや」で、これも佐伯作詞、吉田作曲の楽曲である。

## 収録曲
1. 悲恋の若武者
作詞：佐伯孝夫、作・編曲：吉田正
2. いで湯恋しや
作詞：佐伯孝夫、作・編曲：吉田正

## 収録アルバム
- 初期のLP盤での収録はあるが、近年のCD盤でのベストアルバムへの収録はない。
- CD-BOXでの収録は以下のとおり。
  - 『橋幸夫大全集』1993/9　Disc2
  - 『橋幸夫のすべて』2011/2　Disc3
  - このほか『吉田正大全集』 1997/9　Disc5にも収録

## 映画
- 本作を題材、主題歌とする「悲恋の若武者」（大映京都）が橋幸夫主演で制作され、1962年7月15日に公開された[5]。カラー・大映スコープ・72分。本作で橋の映画出演は10作となる。
- 共演は「江梨子」の三条江梨子（魔子から改名）、「すっとび仁義」の姿美千子。
- ものがたりは、西南戦争という大きな歴史の流れの中で、気持ちが揺れ動く天野俊太郎（橋幸夫）や青年達が、西郷を慕い、やがて田原坂の戦いに突き進むでいく姿を描く。「江梨子」に続き橋と三条との恋は悲しい結末を迎える。
- 2020年にDVD化。

### スタッフ
- 企画 - 高橋富夫
- 脚本 - 相良準、吉田哲郎
- 監督 - 西山正輝
- 撮影 - 武田千吉郎
- 美術 - 神田孝一郎
- 音楽 - 吉田正
- 録音 - 海原幸夫
- 照明 - 古谷賢次
- 編集 - 山田弘
- スチル - 松浦康雄

### 出演者
- 天野駿太郎 - 橋幸夫
- 志保 - 三条江梨子
- お品 - 姿美千子
- 成尾壮一 - 天知茂
- 森 - 中村豊
- 三原弥太 - 高見国一
- 酒井十内 - 石黒達也
- 田島小吉 - 浜田雄史
- としえ - 萬代峰子
- 細谷正吾 - 矢島陽太郎
- 久保喜八 - 高倉一郎
- 深野 - 玉置一恵
- 児玉 - 伊達三郎
- 萩原 - 南条新太郎

### 同時上映
『鯨神』
- 原作 - 宇能鴻一郎 / 脚本 - 新藤兼人 / 監督 - 田中徳三 / 主演 - 本郷功次郎